# Archidiecezja Owando

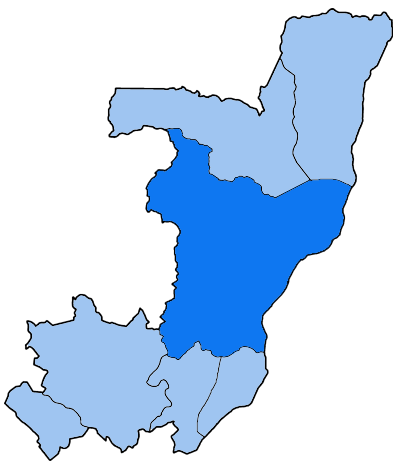
Mapa pokazująca terytorium diecezji Owando w Kongo

Archidiecezja  Owando – archidiecezja rzymskokatolicka w Kongo. Powstała 21 grudnia 1950 jako wikariat apostolski Fort-Rousset. Ustanowiona diecezją 14 września 1955. 30 maja 2020 została podniesiona do rangi archidiecezji.

## Biskupi diecezjalni
- Wikariusze apostolscy Fort-Rousset
  - bp Emile-Elie Verhille, C.S.Sp. (1951–1955)
- Biskupi Fort-Rousset
  - bp Emile-Elie Verhille, C.S.Sp. (1955–1968)
- Biskupi Owando
  - bp Georges-Firmin Singha (1972–1988)
  - bp Ernest Kombo, S.J. (1990–2008)
  - bp Victor Abagna Mossa (2011–2020)
- Arcybiskupi Owando
  - abp Victor Abagna Mossa (2020–2023)
  - abp Gélase Armel Kema (od 2024)